# Vilamalla
Vilamalla es un municipio español de la comarca del Alto Ampurdán en la provincia de Gerona, Cataluña.
El término está entre los ríos Manol y Fluviá, en terreno plano, en el lugar conocido como Terraprims de suaves ondulaciones.
Con el nombre de Villa Dalmalia está documentada en el año 974, como posesión del monasterio de Sant Pere de Rodes y dentro del condado de Ampurias.
La proximidad con Figueras y de importantes vías de comunicación ha hecho posible la instalación de numerosas industrias, creándose polígonos industriales, base del auge de su economía; aunque aún en menor cuantía existe el cultivo de sus tierras, sobre todo de trigo y alguna parte regadío con hortalizas.

## Entidades de población
- Vilamalla
- Les Afores
- Polígono Pont del Príncep
- Polígono Ampurdán Internacional

## Símbolos
El escudo de Vilamalla se define por el siguiente blasón: «Escudo embaldosado: de gules, un sautor pleno de oro acompañado en la cabeza de 2 llaves pasadas en sautor, con los dientes arriba y mirando hacia fuera, la de oro en banda sobre la de argén en barra, y de 2 ruedas de oro, una en cada flanco. Por timbre, una corona mural de pueblo».
Fue aprobado el 12 de julio de 1984 y publicado en el DOGC número 462 el 22 de agosto del mismo año. El sautor es la cruz de San Vicente, patrón del pueblo. Vilamalla perteneció al monasterio de San Pedro de Roda, simbolizado por las llaves de San Pedro y dos ruedas parlantes.

## Geografía
Integrado en la comarca de Alto Ampurdán, se sitúa a 38 kilómetros de la capital provincial. El término municipal está atravesado por la carretera N-II entre los pK 747 y 750, además de por la carretera autonómica C-31, que une Figueras con Palamós, y por otras carreteras locales que permiten la comunicación con Figueras, Borrassá y Garrigás.
El relieve del municipio es predominantemente llano, por donde discurren algunas rieras. La altitud oscila entre los 60 m al oeste y los 29 m a orillas de El Regatim. El pueblo se alza a 45 m sobre el nivel del mar.
| Noroeste: Santa Leocadia de Algama | Norte: Santa Leocadia de Algama y Alfar | Noreste: Fortiá             |
| Oeste: Borrassá                    |                                         | Este: Ciurana               |
| Suroeste: Borrassá y Garrigás      | Sur: Garrigás                           | Sureste: Garrigás y Ciurana |

## Demografía
Vilamalla cuenta con una población de 1220 habitantes (INE 2024).
| Gráfica de evolución demográfica de Vilamalla entre 1842 y 2021                                                     |
| |
| Población de derecho según los censos de población del INE Población de hecho según los censos de población del INE |

## Patrimonio
- Iglesia de San Vicente. Románico de los siglos XI-XII
- La Batllia. Masía de los siglos XVI-XVII